# Предсказывающий набор
Предсказывающий набор номеров (от англ. Predictive dialer) — термин означающий особый режим работы контакт-центра (колл-центра) при осуществлении массовых звонков по телефону клиентам с целью рекламирования товаров и услуг, а также маркетинговых и других исследований.
Технология «предсказывающий набор» позволяет вызывать сразу целый список телефонных номеров и соединять операторов колл-центра (часто называемых агентами) с вызываемыми абонентами - потенциальными покупателями. При предсказывающем наборе используются статистические алгоритмы для минимизации затрат времени, которое агенты проводят в ожидании между разговорами. Технология почти исключает случаи, когда агент недоступен для отвечающего.
При наборе номеров по одному, существует два источника задержки:
- Во-первых, на вызов отвечает только часть абонентов, Обычно из трех вызовов только один абонент отвечает на звонок. Технология предсказывающего набора позволяет вызывать сразу три номера за раз, когда агент становится доступным для звонка.

- Во-вторых, сами вызовы, на которые вызываемые абоненты ответили, требуют время для установки соединения. Обычно, требуется 10 секунд для установки соединения, а сам разговор продолжается в среднем 80 секунд, (итого оператор занят 90 секунд), технология интеллектуального набора, в таком случае, займет у оператора только 80 секунд[1].

При вызове по одному номеру, когда агент свободен для совершения звонка, обычно агент находится в разговоре только 40 минут за час (33% бездействия). Технология предсказывающего набора может увеличить производительность агента до 57 минут в час (5% бездействия) .
Предсказывающий набор может быть реализован с помощью аппаратных устройств, или интегрирован в программное обеспечение контакт-центров. При интегрировании технологии интеллектуального набора в программное обеспечение, возможна реализация нескольких режимов работы: агрессивный, прогрессивный и предварительный набор.

## Правовое регулирование
В разных странах мира существуют различные правила реализации предсказывающего набора.

### Великобритания
Государственный медиарегулятор Ofcom (управление по коммуникациям) требует, в случае, если агент не доступен в течение 2 секунд, что бы вызов считался «брошенным» и для вызываемого абонента необходимо воспроизводить автоматическое голосовое сообщение.
Также Ofcom требует, чтобы при использовании технологии предсказывающего набора, ежедневно было не более 3% «брошенных» звонков.
Голосовое сообщение для «брошенного» звонка должно содержать информацию о компании, совершающей данный вызов, цели звонка, бесплатный номер телефона (8800?) или обычный контактный номер телефона, чтобы абонент, принявший данный вызов смог перезвонить. Сообщение не должно содержать какую-либо форму рекламы.
Телефонный звонок на номер, указанный в сообщении не должен использоваться компанией в рекламных целях. Наоборот, номер звонящего должен быть удален из списка вызываемых, о чем также необходимо проинформировать перезвонившего.
В Великобритании номера абонентов, попавших в состояние «брошенный» вызов, не должны быть вызваны повторно в течение 72-х часов, если нет специального агента, выделенного оператора совершающего вызовы в ручном режиме.

### США
Если кто-то отвечает, но агент не доступен в течение 2 секунд после приветствия человека, правила Федеральной комиссии по связи (FCC) рассматривают вызов как «брошенный» и требуют, чтобы Колл-центр воспроизводил записанное сообщение.
FCC требует, чтобы контакт-центры, использующие предсказывающий набор имели менее 3% «брошенных» вызовов. 

### Канада
Максимальная ставка отказа составляет 5% (допустимый процент «брошенных» вызовов), а номера не могут быть внесены в список вызываемых, если они зарегистрированы в национальном реестре «Не звонить», в чрезвычайных ситуациях или в медицинских учреждениях. 
Тем не менее, некоммерческие организации, такие как опросные компании, освобождаются от необходимости проверять номера в Национальном реестре «Не звонить».